# MEHRSi
MEHRSi gemeinnützige GmbH steht für „Mehr Sicherheit für Biker“ und ist eine gemeinnützige Organisation, die sich für die Anbringung des Leitplanken-Unterfahrschutzes einsetzt. MEHRSi steht unter der Schirmherrschaft von Axel Horstmann und Ute Vogt.

## Geschichte
MEHRSi wurde 2003 als gemeinnütziger eingetragener Verein gegründet. Im April 2008 beschloss die Mitgliederversammlung die Verschmelzung mit der Björn-Steiger-Stiftung zum 1. Januar 2009. Als Rechtsform wurde eine gemeinnützige GmbH gewählt. Im Dezember 2010 erfolgte die Ausgliederung.
Seit der Gründung ist Monika Schwill Vorstandsvorsitzende bzw. Geschäftsführerin der Organisation.
2022 hat der Verband der Motorjournalisten e.V. Monika Schwill für ihre Verdienste um die Verkehrssicherheit mit dem Goldenen Dieselring ausgezeichnet.

## Ziel und Aufgaben
Mögliche schwere und oft tödliche Verletzungen, die Zweiradfahrer durch mit Sturz verbundenen Aufprall auf einen Leitplanken-Stützpfosten erleiden können, sollen durch die Installation von Leitplanken-Unterfahrschutz verhindert werden. Der Unterfahrschutz ist eine federnd unterhalb der herkömmlichen Leitplanke angebrachte „zweite Leitplanke“, die im Falle einer Kollision Aufprallenergie absorbiert, den entscheidenden Kontakt mit den scharfkantigen Stützpfosten verhindert und den verunglückten Fahrer tatsächlich weiterleitet. Herkömmliche Leitplanken wurden in den 1950er Jahren konstruiert und in ihren Grundzügen seither praktisch unverändert so gebaut. Ein PKW sollte in Höhe der Stoßstange/Motorhaube abgefangen werden. Der verbleibende Abstand zum Boden birgt die Gefahr, dass sich ein gestürzter Zweiradfahrer an der Leitplanke oder dem Stützpfosten schwer oder gar tödlich verletzt.
MEHRSi setzt sich für eine Zusammenarbeit von Sponsoren und verantwortlichen Behörden ein und verfolgt eine professionelle Öffentlichkeitsarbeit. Die Organisation bezuschusst dabei den Leitplanken-Unterfahrschutz und kümmert sich in direkter Zusammenarbeit mit den zuständigen Behörden um die Installation an kritischen Stellen.

## Umsetzung
Mehr als 2000 Privatleute und Firmen unterstützen das Projekt. MEHRSi unterstützt aus Spendenmitteln die Entschärfung von Kurven, die generell aus den Landeshaushalten finanziert wird.